# Gehren
Gehren este un oraș din landul Turingia, Germania.